# Convocazioni all'European League maschile 2017
Elenco dei giocatori convocati per l'European League 2017.

## Albania
| N° | Nome             | Ruolo | Data di nascita   | Squadra         |
| -- | ---------------- | ----- | ----------------- | --------------- |
| -  | Jovan Melka      | All   | 19 maggio 1964    | -               |
| 2  | Renato Kola      | L     | 8 luglio 1987     | -               |
| 3  | Mario Gjoklaj    | C     | 19 aprile 1995    | -               |
| 4  | Redjo Koçi       | S     | 1º novembre 1994  | Studenti Tirana |
| 5  | Ervin Cali       | P     | 23 maggio 1989    | -               |
| 8  | Gazmend Husaj    | S     | 23 dicembre 1987  | İnegöl          |
| 9  | Achilleas Mpasīs | C     | 13 marzo 1994     | Ethnikos Pireo  |
| 10 | Enea Xhelati     | O     | 15 maggio 1982    | -               |
| 11 | Alvi Shurdhi     | S     | 3 agosto 1995     | -               |
| 12 | Asmend Kula      | C     | 10 gennaio 1994   | Studenti Tirana |
| 14 | Anton Qafarena   | O     | 11 giugno 1997    | Vllaznia        |
| 15 | Nikolin Qafarena | S     | 29 maggio 1987    | -               |
| 16 | Norgen Baruti    | C     | 23 maggio 1997    | Studenti Tirana |
| 20 | Italo Muslia     | L     | 10 giugno 1991    | -               |
| 21 | Kristi Martiro   | C     | 25 settembre 1996 | -               |
| 22 | Amarildo Deliu   | P     | 30 luglio 1995    | Studenti Tirana |

## Azerbaigian
| N° | Nome                | Ruolo | Data di nascita   | Squadra |
| -- | ------------------- | ----- | ----------------- | ------- |
| -  | Fərid Cəlalov       | All   | 4 febbraio 1987   | -       |
| 1  | Vüqar Bayramov      | S     | 21 gennaio 1992   | -       |
| 2  | Tural Həsənli       | P     | 25 maggio 1993    | -       |
| 3  | Cavid Süleymanov    | O     | 26 febbraio 1989  | -       |
| 4  | Aqil Ağazadə        | S     | 19 aprile 1998    | -       |
| 5  | Vadim Kutukov       | S     | 17 dicembre 1986  | -       |
| 6  | Elmin Alışanov      | C     | 5 ottobre 1990    | -       |
| 8  | Rəsul İbrahimov     | S     | 1º febbraio 1988  | -       |
| 9  | Pərviz Səmədov      | C     | 28 gennaio 1986   | -       |
| 10 | Dmitri Obodnikov    | C     | 30 agosto 1987    | -       |
| 11 | Asif Əliyev         | P     | 27 luglio 1989    | -       |
| 13 | Aleksey Çervyakov   | P     | 13 febbraio 1984  | -       |
| 14 | Ivan Kazachkov      | C     | 30 maggio 1989    | -       |
| 15 | Dmitri Baranov      | C     | 29 agosto 1994    | -       |
| 19 | Kənan Allahverdiyev | L     | 15 settembre 1990 | -       |

## Danimarca
| N° | Nome                | Ruolo | Data di nascita  | Squadra            |
| -- | ------------------- | ----- | ---------------- | ------------------ |
| -  | Mikael Trolle       | All   | 16 giugno 1959   | -                  |
| 2  | Nikolaj Hjort       | L     | 13 marzo 1998    | Middelfart         |
| 3  | Simon Bitsch        | S     | 22 dicembre 1990 | Marienlyst         |
| 4  | Simon Andersen      | C     | 20 aprile 1997   | Middelfart         |
| 5  | Simon Gade          | C     | 6 settembre 1991 | Gentofte           |
| 6  | Aske Sørensen       | C     | 20 aprile 1993   | Gentofte           |
| 7  | Simon Jørgensen     | O     | 13 marzo 1999    | Hvidovre           |
| 8  | Axel Jacobsen       | P     | 10 luglio 1984   | San Lorenzo        |
| 9  | Philip Özari        | S     | 26 giugno 1993   | Gentofte           |
| 10 | Mads Møllgaard      | S     | 7 maggio 1995    | Lüneburg           |
| 12 | Anders Hartmann     | S     | 14 aprile 1996   | Gentofte           |
| 15 | Peter Bonnesen      | O     | 16 marzo 1993    | Gentofte           |
| 17 | Rasmus Nielsen      | S     | 22 maggio 1994   | Powervolley Milano |
| 19 | Frederik Mikelsons  | L     | 18 aprile 1991   | Gentofte II        |
| 20 | Sebastian Mikelsons | P     | 20 novembre 1988 | Gentofte           |
| 21 | Mads Jensen         | P     | 24 aprile 1999   | Gentofte           |

## Israele
| N° | Nome                 | Ruolo | Data di nascita  | Squadra            |
| -- | -------------------- | ----- | ---------------- | ------------------ |
| -  | Grzegorz Ryś         | All   | 3 agosto 1967    | -                  |
| 1  | Alexander Osokin     | C     | 7 novembre 1989  | -                  |
| 4  | Michael Milstein     | P     | 4 marzo 1992     | -                  |
| 6  | Viacheslav Batchkala | C     | 27 luglio 1994   | Hapoël Kfar Saba   |
| 7  | Iliya Goldrin        | S     | 28 aprile 1995   | Hapoël Mateh Asher |
| 8  | Shalev Saada         | S     | 1º maggio 1992   | -                  |
| 9  | Dmitri Zemlianukhin  | S     | 18 agosto 1998   | Maccabi Tel Aviv   |
| 10 | Yuval Finkelstein    | S     | 27 gennaio 1995  | -                  |
| 13 | Noam Hannoun         | L     | 13 marzo 1997    | -                  |
| 14 | Shon Kssel           | P     | 17 ottobre 1993  | -                  |
| 15 | Dolev Libling        | O     | 12 dicembre 1996 | -                  |
| 16 | Sagiv Boulkin        | S     | 21 gennaio 1990  | Hapoël Kfar Saba   |
| 18 | Genadi Sokolov       | C     | 14 maggio 1992   | Hapoël Mateh Asher |

## Macedonia
| N° | Nome               | Ruolo | Data di nascita   | Squadra         |
| -- | ------------------ | ----- | ----------------- | --------------- |
| -  | Dragutin Baltić    | All   | 20 novembre 1963  | Vizura          |
| 1  | Darko Angelovski   | L     | 4 febbraio 1994   | -               |
| 2  | Ǵorǵi Ǵorǵiev      | P     | 22 maggio 1992    | Maliye Piyango  |
| 3  | Gjoko Josifov      | C     | 6 marzo 1985      | -               |
| 4  | Nikola Ǵorǵiev     | O     | 23 luglio 1988    | Toray Arrows    |
| 5  | Vlado Milev        | S     | 9 maggio 1987     | Pafiakos        |
| 7  | Slave Nakov        | C     | 25 agosto 1994    | -               |
| 8  | Aleksandar Ljaftov | S     | 15 agosto 1990    | Mladost Kaštela |
| 9  | Marjan Urdov       | O     | 19 agosto 1994    | -               |
| 10 | Risto Klopcheski   | C     | 19 maggio 1993    | -               |
| 12 | Filip Nikolovski   | S     | 9 novembre 1997   | -               |
| 13 | Dejan Simovski     | C     | 29 aprile 1985    | -               |
| 14 | Ivan Andonov       | S     | 22 ottobre 1989   | -               |
| 15 | Filip Madžunkov    | C     | 18 marzo 1996     | -               |
| 17 | Marko Stoshikj     | P     | 9 aprile 1993     | -               |
| 18 | Vase Mihailov      | C     | 15 settembre 1986 | -               |

## Svezia
| N° | Nome                | Ruolo | Data di nascita   | Squadra             |
| -- | ------------------- | ----- | ----------------- | ------------------- |
| -  | Johan Isacsson      | All   | -                 | -                   |
| 1  | Linus Ekstrand      | S     | 25 marzo 1995     | -                   |
| 2  | Anton Wijk Tegenrot | L     | 21 ottobre 1988   | -                   |
| 4  | Fredric Gustavsson  | O     | 7 marzo 1991      | Perungan Pojat      |
| 5  | Staffan Blomgren    | S     | 24 settembre 1992 | -                   |
| 6  | Jens Ahremark       | C     | 22 aprile 1994    | Topvolley Antwerpen |
| 9  | David Pettersson    | C     | 21 gennaio 1994   | -                   |
| 10 | Wilhelm Nilsson     | C     | 17 febbraio 1994  | -                   |
| 11 | Philip Pettersson   | C     | 15 settembre 1992 | -                   |
| 12 | Erik Sundberg       | S     | 19 febbraio 1992  | -                   |
| 13 | Viktor Lindberg     | S     | 27 marzo 1996     | -                   |
| 14 | Jacob Link          | O     | 27 giugno 1997    | Padova              |
| 15 | Victor Nielsen      | P     | 1º giugno 1997    | -                   |
| 18 | Dardan Lushtaku     | P     | 5 febbraio 1992   | -                   |
| 19 | Johan Eriksson      | L     | 28 marzo 1987     | -                   |

## Ucraina
| N° | Nome                | Ruolo | Data di nascita  | Squadra             |
| -- | ------------------- | ----- | ---------------- | ------------------- |
| -  | Uģis Krastiņš       | All   | 16 maggio 1970   | Barkom-Kažany       |
| 2  | Yevhenii Kisiliuk   | C     | 27 gennaio 1995  | Barkom-Kažany       |
| 3  | Dmytro Storozhylov  | P     | 1º giugno 1986   | Bielsko-Bialskie    |
| 4  | Oleksiy Klyamar     | S     | 11 aprile 1987   | Tourcoing           |
| 5  | Oleh Plotnyc'kyj    | S     | 5 giugno 1997    | Lokomotyv Charkiv   |
| 6  | Maksym Drozd        | C     | 5 agosto 1991    | -                   |
| 7  | Horden Brova        | L     | 8 aprile 1991    | Barkom-Kažany       |
| 9  | Volodymyr Koval'čuk | P     | 22 aprile 1984   | -                   |
| 10 | Yurii Semenyuk      | S     | 12 maggio 1994   | Barkom-Kažany       |
| 11 | Yuriy Tomyn         | S     | 23 dicembre 1988 | -                   |
| 12 | Denys Fomin         | L     | 21 luglio 1986   | -                   |
| 13 | Vasyl' Tupčij       | S     | 13 gennaio 1992  | -                   |
| 14 | Oleg Shevchenko     | C     | 8 gennaio 1993   | -                   |
| 15 | Volodymyr Tevkun    | S     | 3 settembre 1988 | Barkom-Kažany       |
| 17 | Andriy Levchenko    | C     | 1º gennaio 1985  | -                   |
| 18 | Kostjantyn Rjabucha | C     | 29 aprile 1988   | Tricolorul Ploiești |

## Ungheria
| N° | Nome                | Ruolo | Data di nascita  | Squadra          |
| -- | ------------------- | ----- | ---------------- | ---------------- |
| -  | Juan Manuel Barrial | All   | -                | Ziraat Bankası   |
| 1  | Alpár Szabó         | C     | 27 luglio 1990   | Korson Veto      |
| 3  | József Nagy         | C     | 4 aprile 1986    | Kaposvár         |
| 4  | Bence Bozóki        | S     | 22 novembre 1994 | Kaposvár         |
| 5  | Mark Deák           | L     | 18 luglio 1991   | Kaposvár         |
| 6  | Péter Pápai         | L     | 6 novembre 1992  | Spartak Komárno  |
| 8  | Roland Gergye       | S     | 24 febbraio 1993 | Paris            |
| 9  | Cameron Keen        | P     | 9 ottobre 1997   | Kaposvár         |
| 10 | Tamás Kaszap        | P     | 21 marzo 1991    | Baia Mare        |
| 11 | Szabolcs Nemeth     | S     | 14 febbraio 1986 | Zalău            |
| 12 | Árpád Baróti        | O     | 23 ottobre 1991  | KEPCO Vixtorm    |
| 13 | Csanád Dávid        | S     | 6 novembre 1991  | Waremme          |
| 14 | Krisztián Pádár     | O     | 14 novembre 1996 | Woori Card Wibee |
| 16 | Zoltán Kovács       | C     | 23 agosto 1986   | Baia Mare        |
| 17 | Alex Rása           | S     | 14 ottobre 1993  | Szolnoki         |
| 20 | Norbert Gebhardt    | S     | 5 dicembre 1996  | Dunaferr         |